# اسپرسی دامغانی
اسپرسی دامغانی، اسپرسی اهوانی (نام علمی: Hedysarum damghanicum) نام یک گونه از سرده اسپرسی است.